# Strophios fils de Crisos
Pour les articles homonymes, voir Strophios.
Dans la mythologie grecque, Strophios (en grec ancien Στρόφιος), fils de Crisos, est un roi de Phocide.
Il est le père de Pylade, conçu avec Anaxibie. Cette dernière est la sœur de Clytemnestre, la femme d'Agamemnon.
Après le meurtre d'Agamemnon, Électre, craignant pour son frère Oreste, le confie à Strophios. Celui-ci l'élève alors comme son propre fils.

## Sources
- Pseudo-Apollodore, Épitome [détail des éditions] [lire en ligne] (VI, 24) ;
- Eschyle, Agamemnon [détail des éditions] [lire en ligne] (v. 881) ;
- Euripide, Électre [détail des éditions] [lire en ligne] (v. 18) ;
- Pausanias, Description de la Grèce [détail des éditions] [lire en ligne] (II, 29).